# Neubeuern

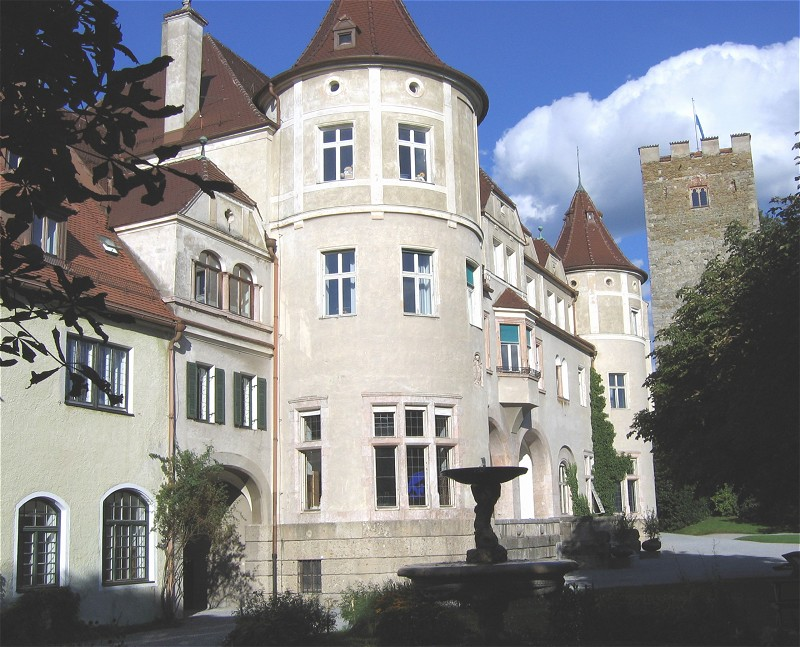
Zamek Neubeuern

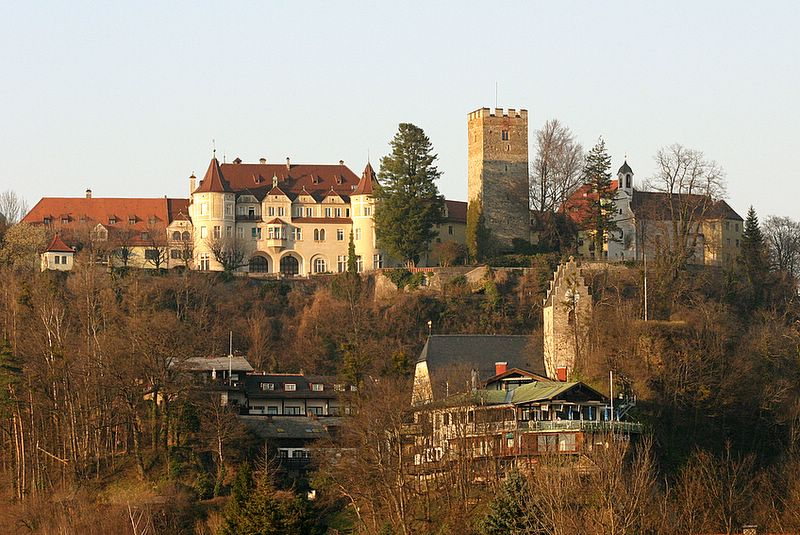
Zamek i kościół

Neubeuern – gmina targowa w Niemczech, w kraju związkowym Bawaria, w rejencji Górna Bawaria, w regionie Südostoberbayern, w powiecie Rosenheim. Leży około 5 km na południe od Rosenheimu, nad rzeką Inn.

## Demografia
Dane o ludności z 31 grudnia 2008:
| Opis                                | Ogółem | Ogółem | Kobiety | Kobiety | Mężczyźni | Mężczyźni |
| ----------------------------------- | ------ | ------ | ------- | ------- | --------- | --------- |
| Jednostka                           | osób   | %      | osób    | %       | osób      | %         |
| Populacja                           | 4211   | 100    | 2109    | 50,08   | 2102      | 49,92     |
| Wiek przedprodukcyjny (0–17 lat)    | 873    | 20,73  | 426     | 10,12   | 447       | 10,62     |
| Wiek produkcyjny (18–65 lat)        | 2611   | 62     | 1283    | 30,47   | 1328      | 31,54     |
| Wiek poprodukcyjny (powyżej 65 lat) | 727    | 17,26  | 400     | 9,5     | 327       | 7,77      |

## Polityka
Wójtem gminy jest Josef Trost z CSU, wcześniej urząd ten obejmował Hans-Jürgen Tremmel, rada gminy składa się z 16 osób.
|      | CSU | SPD | FWG | Razem |
| 2008 | 6   | 3   | 7   | 16    |
| 2002 | 9   | 2   | 5   | 16    |